# Les aventures de Pinotxo
Les aventures de Pinotxo (Le avventure di Pinocchio en l'italià original) és una novel·la de Carlo Collodi. Ha estat traduïda a més de 260 llengües i dialectes, editada unes 187 vegades, se n'han fet films, sèries de televisió, sèries de dibuixos animats i representacions teatrals. És la segona obra més traduïda, només per darrere de la Bíblia.

## Orígens
El 1881 Carlo Collodi crea Le avventure di Pinocchio. Originàriament, Les aventures d'en Pinotxo apareixien cada setmana, a l'estil d'un fulletó, en un diari infantil anomenat Giornale dei Bambini, dirigit per Ferdinando Martini. Pinotxo era el protagonista del fulletó  La storia di un burattino ('La història d'una joguina'). Els fulletons en els diaris eren una manera molt popular a l'època de publicar històries per capítols i així despertar l'interès del públic. La primera entrega va ser publicada el 7 de juliol de 1881. Les aventures del ninot de fusta Pinotxo van tenir un succés fulminant i tal va ser la seva popularitat, que el 1883 va ser publicat per l'editorial Felipe Piaggi un volum que replegava totes les històries publicades al Giornale per i Bambini. El llibre va fer furor i el van convertir poc temps després en el llibre més traduït i venut de la història de la literatura italiana.
Collodi gaudí poc del seu succés literari, car morí a Florència l'any 1890. Les seves lletres i documents personals van ser cedits per la seva família a la Biblioteca Nacional, a Florència.
Es conta l'anècdota que quan es va publicar el primer volum el 1883, Felipe Piaggi, l'editor, va rebre un munt de cartes d'admiradors enfervorits d'en Pinotxo que exigien que el ninot no morís. I és que originàriament, Pinotxo moria pel seu mal cap. Piaggi va arribar a rebre tantes amenaces contra la seva persona que demanà a Collodi que canviàs la fi d'en Pinotxo i escrigués un altre volum, com així va fer l'escriptor.

## Adaptacions cinematogràfiques

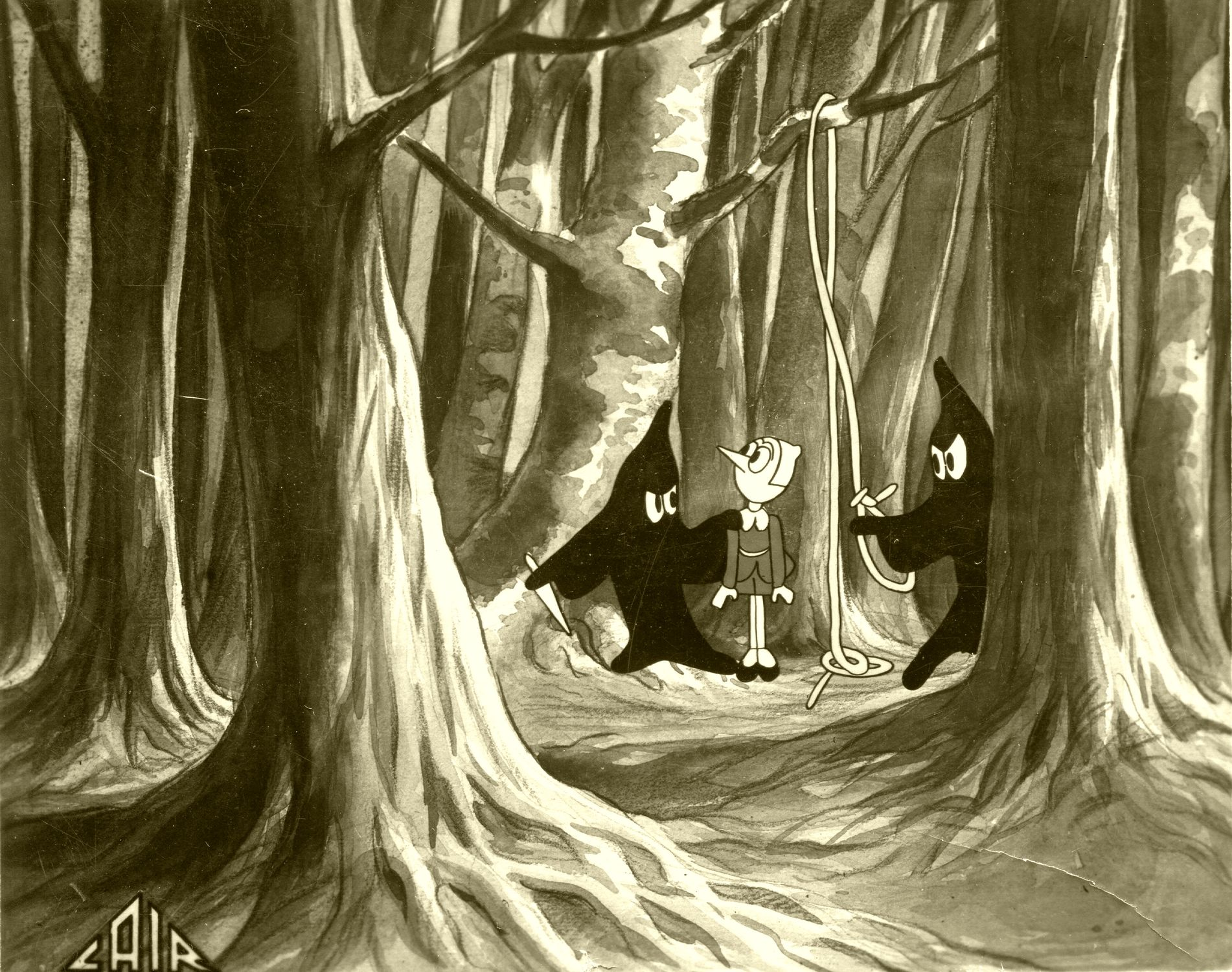
Fotograma de la pel·lícula perduda de 1936 Le avventure di Pinocchio.

Pinotxo ha rebut diverses adaptacions al cinema. La més famosa és el film d'animació realitzat per The Walt Disney Company el 1940. Abans, però, ja se'n va fer una altra adaptació, el film italià de 1936 Le avventure di Pinocchio, que no es va acabar mai i que és considerat un film perdut del qual sols resten alguns fotogrames.
El 2022, Netflix va estrenar Pinotxo, un musical en stop-motion dirigit per Guillermo del Toro.